# Orophea palawanensis
Orophea palawanensis là một loài thực vật thuộc họ Annonaceae. Đây là loài đặc hữu của Philippines.